# Guépahouo
Guépahouo è una città e sottoprefettura della Costa d'Avorio appartenente al dipartimento di Oumé. Conta una popolazione di 33 798 abitanti (censimento 2014).